# Костюк Юрій Олексійович
Юрій Олексійович Костюк (1924—1981) — український ентомолог, фахівець з листовійок, кандидат біологічних наук (1968), лауреат державної премії УРСР в галузі науки і техніки (1977). Автор монографії у серії «Фауна України» (1980). Описав більше 10 нових для науки видів листовійок з Центральної Азії, Сибіру, Кавказу та Криму.

## Життєпис
У 1968 році захистив кандидатську дисертацію на тему «Листовертки (Lepidoptera, Tortricidae s. str.) Украины (видовой состав, распространение, особенности экологии)» у Інституті зоології АН УРСР. Працював у відділі ентомології цього закладу.

## Найважливіші наукові праці
- Костюк Ю. О. Нові матеріали до фауни листовійок (Lepidoptera, Tortricidae) України // Доповіді АН УРСР. — 1964. — No 5. — С. 689—691.
- Костюк Ю. О. Нові для фауни України види листовійок (Lepidoptera, Tortricidae) // Доповіді АН УРСР. — 1965. — No 12. — С. 1641—1644.
- Костюк Ю. А. Листовертки (Lepidoptera, Tortricidae) Крыма // Зоологический журнал. — 1966. — 45 (8). — С. 1175—1186.
- Костюк Ю. А. Новые виды листоверток (Lepidoptera, Tortricidae) из высокогорий Центральной Азии // Труды ВЭО. — 1973. — 56. — С. 162—169.
- Костюк Ю. А. Семейство листовертки — Tortricidae / Вредители сельскохозяйственных культур и лесных насаждений. Том. 2. — Киев: Урожай, 1974. — С. 261—320.
- Костюк Ю. А. Новые виды листоверток (Lepidoptera, Tortricidae) из высокогорий Палеоарктики [Архівовано 7 березня 2022 у Wayback Machine.] // Вестник зоологии. — 1975. — 2. — С. 59—65.
- Костюк Ю. А. Новые виды листоверток (Lepidoptera Tortricidae) с гор Южной Сибири [Архівовано 11 березня 2022 у Wayback Machine.] // Вестник зоологии. — 1975. — 6. — С. 34—40.
- Костюк Ю. А. Новая листовёртка рода Eriopsela Guén.(Lepidoptera, Tortricidae) из Южной Сибири // Труды ВЭО. — 1979. — 61. — С. 99—101.
- Костюк Ю. А. Новые виды листоверток (Lepidoptera, Tortricidae) с запада Палеарктики [Архівовано 19 лютого 2020 у Wayback Machine.] // Вестник зоологии. — 1980. — 4. — С. 24—29.
- Костюк Ю. A. Новый вид чешуекрылых рода Ethnia (Lepidoptera, Ethmiidae) c Горного Алтая // Энтомологическое обозрение. — 1980. — 59. — № 4. — C. 858—859,
- Костюк Ю. О. Фауна України. Том 15. Листовійки. Вип. 10. Тортрицини (Tortricinae). — Київ: Наукова думка, 1980. — 422 с.